# Billet de 1 000 francs Minerve et Hercule
Pour les articles homonymes, voir 1 000 francs.
Recto
Verso
Chronologie
1 000 francs Déméter 1 000 francs Richelieu
Le 1 000 francs Minerve et Hercule est un billet de banque en francs français créé par la Banque de France le 12 avril 1945 et émis le 2 juillet 1945 pour remplacer le 1 000 francs Déméter et le 1 000 francs Commerce et Industrie. Il sera suivi par le 1 000 francs Richelieu.

## Historique
Ce billet polychrome imprimé dans l'urgence d’après guerre  , ne possède pas de taille douce et  se rattache au courant allégorique et mythologique d'inspiration nationaliste avec un hommage à la civilisation grecque.
Il fut imprimé d'avril 1945 à juin 1950 puis retiré de la circulation le 6 décembre 1955 et privé de son cours légal le 1er avril 1968. Tirage total : 1 700 000 000 exemplaires.

## Description
Ce billet est l’œuvre du peintre Clément Serveau et fut gravé par André Marliat et Ernest-Pierre Deloche.
Les tons dominants sont le bleu et le bistre.
Au recto : les bustes allégoriques couplés de Minerve et d'Hercule représentant la protection des artisans et du commerce sur fond de fleurs, de fruits et d'oiseaux.
Au verso : dans un ensemble de décoration sculpturale, un buste de jeune fille qui évoque la Civilisation française héritière de la Civilisation grecque préfigurée au recto. Le fond est décoré d'arabesques.
Le filigrane montre à droite un profil de guerrier gaulois faisant face à gauche à un profil de femme symbolisant Vénus.
Les dimensions sont de 172 mm x 95 mm.

## Remarques
- Il est aussi appelé communément le « 1 000 francs Bleu Clément Serveau ».
- Un projet de billet de 1 000 francs signé Sébastien Laurent avec Athéna comme motif principal ne fut pas retenu, mais la maquette resservie en 1985 pour tester les distributeurs de billet[2].
- En 1948, un nouveau billet fut commandé à Jean Lefeuvre, avec le Maréchal Joffre comme motif principal, mais finalement refusé, et dont il existe plusieurs épreuves au millésime 1950[3].
- En 1949, dans ce qui constitua « l'affaire de Saint-Tropez », Roger Doin qui travaillait aux Papeteries de Rives a fourni au faussaire François Campana du papier filigrané : un montant de 40 millions de francs de billets Minerve et Hercule aurait été imprimés en contrefaçon[4].